# Coxitinae
Coxitinae es una subfamilia de foraminíferos bentónicos de la familia Nezzazatidae, de la superfamilia Nezzazatoidea, del suborden Nezzazatina y del orden Lituolida. Su rango cronoestratigráfico abarca desde el Cenomiense hasta el Maastrichtiense (Cretácico superior).

## Discusión
Clasificaciones previas incluían Coxitinae en la Superfamilia Haplophragmioidea, así como en el suborden Textulariina del orden Textulariida, o en el orden Lituolida sin diferenciar el suborden Nezzazatina.

## Clasificación
Coxitinae incluye a los siguientes géneros:
- Antalyna †
- Coxites †
- Demirina †
- Rabanitina †